# St. Johannes (Halle)

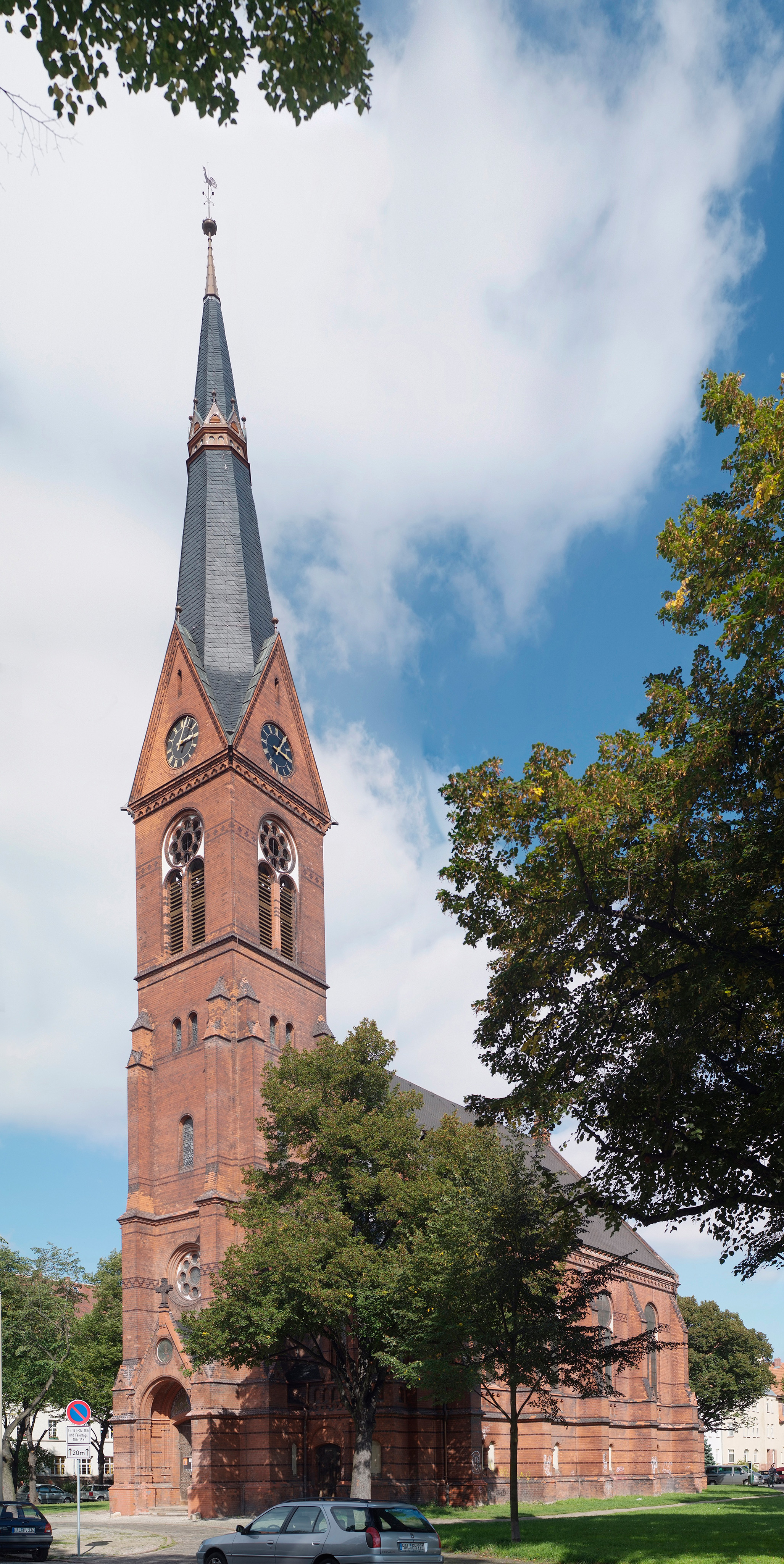
St. Johannes

Die evangelische Kirche St. Johannes in Halle (Saale) steht im Süden der Stadt und ist Teil des Viertels Lutherplatz, das ab 1910 mit genossenschaftlichen Wohngebäuden bebaut wurde. Das Kirchengebäude wurde 1892/1893 nach Plänen von Friedrich Fahro errichtet.

## Lage und Geschichte
Die Kirche dominiert den ihr vorgelagerten ovalen Johannesplatz. Der Rand des Platzes wurde, der ovalen Form folgend, mit einer geschlossenen drei- bis viergeschossigen Wohnbebauung umrahmt.
Offenbar wurde das Gotteshaus im Zweiten Weltkrieg nicht beschädigt, denn die Website der Gemeinde enthält dazu keine Aussage. Die Chorfenster, bereits in der Erstbauzeit eingefügt, wurden dagegen in den 1970er Jahren durch Vandalismus bis zu 70 Prozent zerstört. Da die Kirchen in der DDR-Zeit nur punktuell gefördert wurden und die Johanneskirche keinen Denkmalstatus besaß, wurde sie 1977 für den Gottesdienst aufgegeben und als Lager genutzt. Nach der Wende kümmerten sich die Christen der Stadt um die Wiedernutzung ihrer Kirche. So konnten bis zum Jahr 2010 die Bauwerkshülle saniert, insbesondere aber die Fenster mit den biblischen Motiven wieder hergestellt werden.

## Bauwerk

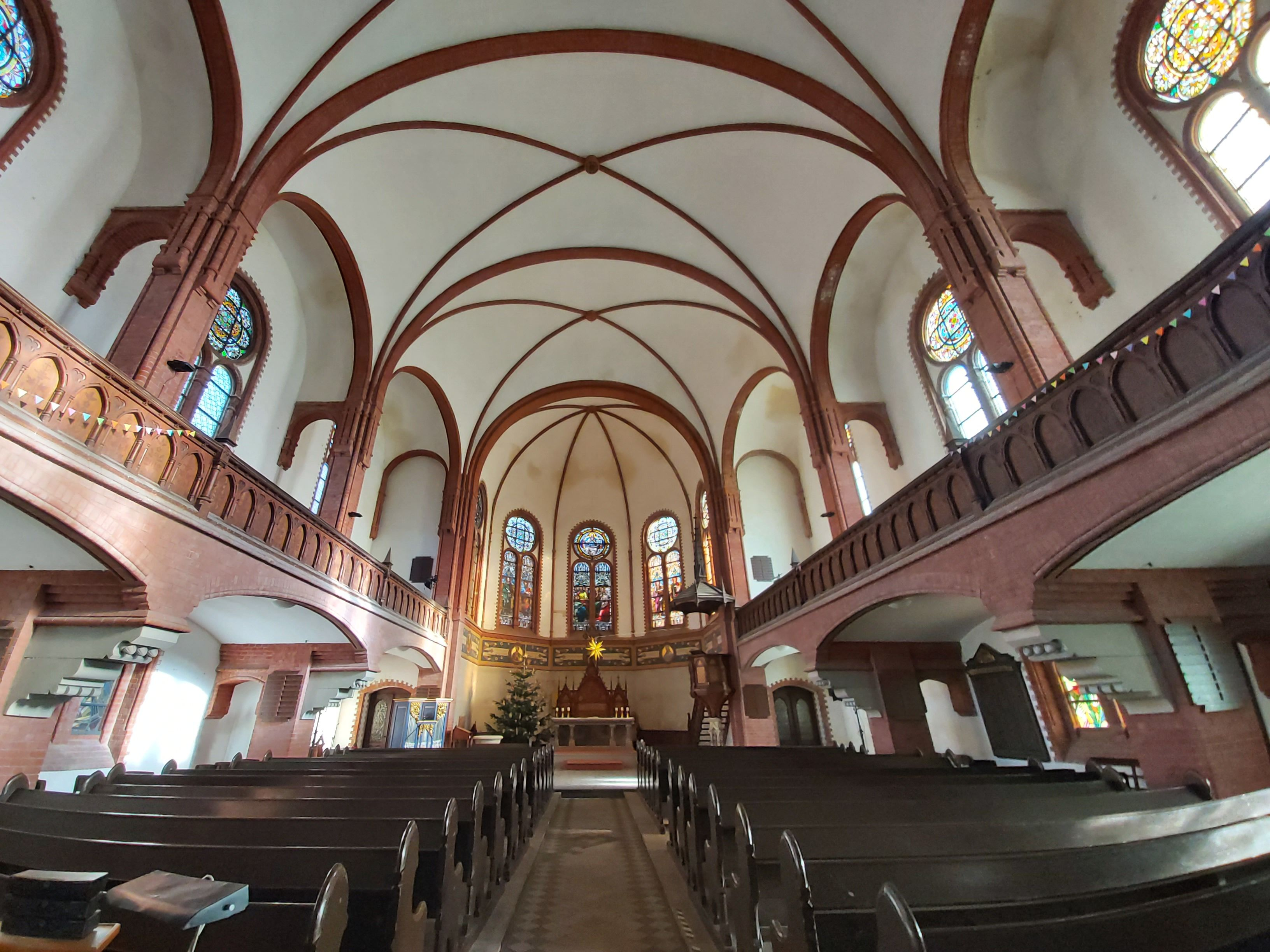
Blick nach Osten

Das Gotteshaus ist eine dreischiffige Hallenkirche mit rotem Ziegelmauerwerk. Die Seitenschiffe sind im Verhältnis zum Hauptschiff sehr schmal angelegt. Ein Kreuzrippengewölbe über einer dreiseitig umlaufenden Empore schließt den 16 Meter hohen Raum ab. Die Grundfläche des Hauptschiffes beträgt 22 m × 15 m. Der mittlere Emporenbereich ist Standort der Orgel.
Ein Westturm und ein Chor, dessen Grundriss fünf Achteln eines Oktogons folgt, prägen das Aussehen des Hauses. Der Turm auf quadratischem Grundriss ist 61 m hoch und trägt einen schlanken achteckigen Helm.

## Ausstattung
Der Chorraum erhält durch bunte zweibahnige fünffeldrige Bleiglasfenster mit großen Maßwerk-Okuli sein Tageslicht. Die Darstellungen der vier Evangelisten in ihren symbolischen Gestalten (Matthäus als Mensch/Engel, Markus als Löwe, Lukas als Stier und der Kirchenpatron Johannes als Adler) erfolgten in der Hannoverschen Kunstanstalt für Glasmalerei Freystadtl. Das mittlere Fenster stellt die Ausgießung des Heiligen Geistes dar, in der darüber angeordneten Rose ist der thronende Christus mit Bibel zu sehen. Die Fenster und die Rosette sind mit angedeuteneten Ziegelbändern in Rundbogenform zusammengefasst und bilden Altarnischen.
Im Anschluss an den Chorraum steht seit April 2009 der vollständig rekonstruierte Taufstein und wurde bereits wieder entsprechend genutzt. Die Rekonstruktion und Ergänzung fehlender Teile wurde durch die Firma aus Teutschenthal ausgeführt, ermöglicht durch private Spenden.
Auf der Empore steht eine Orgel, die 1893 von dem Orgelbauer Rühlmann (Zörbig) mit einem neogotischen Gehäuse erbaut wurde und ursprünglich 25 Register und zwei Manuale besaß. 1917 wurden die originalen Prospektpfeifen zu Kriegszwecken abgegeben und später durch Zinkpfeifen ersetzt. Außerdem wurde das Instrument durch R. Adam aus Halle klanglich umgestaltet und „aufgehellt“. Das nunmehr 28 klingende Stimmen zählende Werk ist heute unspielbar und wurde durch eine Hoffrichter-Digitalorgel ersetzt. Zudem befindet sich im Altarraum ein kleines Positiv mit drei klingenden Stimmen.
| I Hauptwerk C–f3 |               |         |
| 01.              | Quintade      | 16′     |
| 02.              | Prinzipal     | 08′     |
| 03.              | Rohrgedackt 0 | 08′     |
| 04.              | Oktave        | 04′     |
| 05.              | Spitzflöte    | 04′     |
| 06.              | Quinte        | 02 ⁄3′  |
| 07.              | Oktave        | 02′     |
| 08.              | Blockflöte    | 02′     |
| 09.              | Terz          | 01 3⁄5′ |
| 10.              | Mixtur IV–V   | 01 ⁄3′  |
| 11.              | Trompete      | 08′     |

| II Schwellwerk C–f3 |                  |        |
| 12.                 | Gedackt          | 8′     |
| 13.                 | Quintade         | 8′     |
| 14.                 | Salicional       | 8′     |
| 15.                 | Prinzipal        | 4′     |
| 16.                 | Rohrflöte        | 4′     |
| 17.                 | Waldflöte        | 2′     |
| 18.                 | Quinte           | 1 ⁄3′  |
| 19.                 | Terzzymbel III 0 | 1 3⁄5′ |
| 20.                 | Krummhorn        | 8′     |
|                     | Tremulant        |        |

| Pedal C–d1 |                |        |
| 21.        | Prinzipal      | 16′    |
| 22.        | Subbass        | 16′    |
| 23.        | Prinzipal      | 08′    |
| 24.        | Gedackt        | 08′    |
| 25.        | Choralbass     | 04′    |
| 26.        | Flachflöte     | 04′    |
| 27.        | Hintersatz V 0 | 02 ⁄3′ |
| 28.        | Fagott         | 16′    |

- Koppeln: II/I, I/P, II/P.
- Spielhilfen: 2 freie Kombinationen; Kollektivdrücker („Tutti“, „Organo Pleno“) Auslöser, Registerschweller, Zungenabsteller

## Glocken
Zur Weihe der Kirche besaß die Kirche drei Glocken der Gießerei Ulrich aus Laucha. Im Ersten Weltkrieg mussten zwei der Glocken abgegeben werden. Sie wurden 1922 durch zwei Eisenhartgussglocken von Schilling & Lattermann ersetzt, alle Glocken läuten an gekröpften Jochen. 1993 wurde die Glockenanlage wieder in Betrieb genommen und überholt.
Übersicht
| Glocke | Gießer                 | Gussjahr | Durchmesser | Schlagton |
| ------ | ---------------------- | -------- | ----------- | --------- |
| 1      | Schilling & Lattermann | 1922     | 1460 mm0    | e′        |
| 2      | Ulrich/Laucha          | 1893     | 982 mm      | g′        |
| 3      | Schilling & Lattermann | 1922     | 976 mm      | b′        |